# Villers-sur-Mer
Villers-sur-Mer település Franciaországban, Calvados megyében. Lakosainak száma 2437 fő (2022. január 1.). Villers-sur-Mer Auberville, Blonville-sur-Mer, Gonneville-sur-Mer, Saint-Pierre-Azif és Saint-Vaast-en-Auge községekkel határos.

## Népesség
A település népessége az elmúlt években az alábbi módon változott:
| Lakosok száma | 1669 | 1853 | 2019 | 2541 | 2721 | 2719 | 2644 | 2543 | 2507 | 2437 |
|               | 1968 | 1982 | 1990 | 2006 | 2013 | 2015 | 2017 | 2019 | 2020 | 2022 |